# 카바산

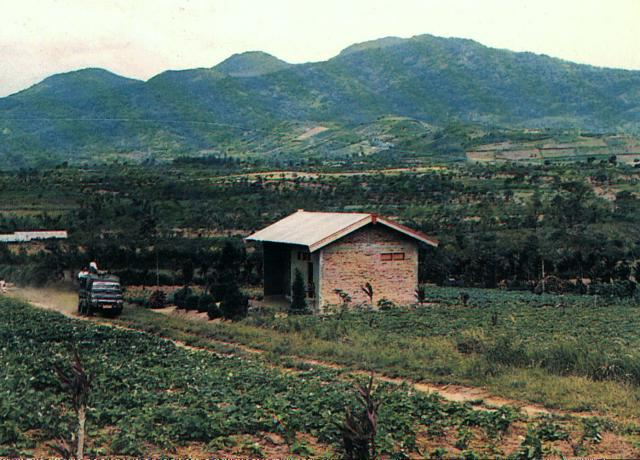

카바산(인도네시아어: Gunung Kaba)은 인도네시아의 수마트라섬에 있는 성층 화산으로, 활화산이다. 이 화산은 분화구 내에 온천, 진흙 화산까지 포함하고 있다.
현재 국립공원이다. 마지막 분화는 2000년에 있었다.